# Never Stop (album The Bad Plus)
Never Stop è il settimo album in studio del gruppo The Bad Plus, uscito nel 2010. Questo album rappresenta il primo del trio costituito esclusivamente da composizioni originali.

## Tracce
1. The Radio Tower Has a Beating Heart – 5:44 (David King)
2. Never Stop – 3:51 (Reid Anderson)
3. You are – 7:10 (Reid Anderson)
4. My Friend Metatron – 4:23 (David King)
5. People Like You – 9:15 (Reid Anderson)
6. Beryl Loves to Dance – 4:00 (Reid Anderson)
7. Snowball – 7:41 (Reid Anderson)
8. 2 P.M. – 4:41 (Ethan Iverson)
9. Bill Hickman at Home – 9:08 (Ethan Iverson)
10. Super America – 2:27 (David King)

## Formazione
- Ethan Iverson - pianoforte
- Reid Anderson - contrabbasso
- Dave King - batteria